# Club Atlético Marbella
Maillots
Le Club Atlético Marbella est un club de football espagnol basé à Marbella en Andalousie. Il est fondé en 1947 et disparaît en 1997.

## Historique
Le club évolue quatre saisons en Segunda División (D2) et six saisons en Segunda División B (D3).
Il obtient son meilleur classement en Segunda División lors de la saison 1992-1993, où il se classe 7e du championnat, avec 17 victoires, 8 matchs nuls et 13 défaites, soit un total de 42 points.

## Saison par saison
| Saison    | Division             | Place | Copa del Rey |
| --------- | -------------------- | ----- | ------------ |
| 1947-1962 | Divisions régionales | -     | -            |
| 1962-1963 | Primera Andaluza     | -     | -            |
| 1963-1964 | Tercera División     | 6e    | -            |
| 1964-1965 | Tercera División     | 3e    | -            |
| 1965-1966 | Tercera División     | 2e    | -            |
| 1966-1967 | Tercera División     | 4e    | -            |
| 1967-1968 | Tercera División     | 6e    | -            |
| 1968-1969 | Tercera División     | 6e    | -            |
| 1969-1970 | Tercera División     | 13e   | 1er tour     |
| 1970-1971 | Primera Andaluza     | -     | -            |
| 1971-1972 | Primera Andaluza     | -     | -            |
| 1972-1973 | Primera Andaluza     | -     | -            |
| 1973-1974 | Tercera División     | 13e   | 1er tour     |
| 1974-1975 | Tercera División     | 2e    | 2e tour      |
| 1975-1976 | Tercera División     | 12e   | 2e tour      |
| 1976-1977 | Primera Andaluza     | -     | -            |
| 1977-1978 | Tercera División     | 18e   | 3e tour      |
| 1978-1979 | Primera Andaluza     | -     | -            |
| 1979-1980 | Primera Andaluza     | -     | -            |
| 1980-1981 | Tercera División     | 16e   | -            |
| 1981-1982 | Tercera División     | 9e    | -            |
| 1982-1983 | Tercera División     | 2e    | -            |
| 1983-1984 | Tercera División     | 2e    | 2e tour      |
| 1984-1985 | Segunda División B   | 18e   | 1er tour     |
| 1985-1986 | Tercera División     | 2e    | -            |
| 1986-1987 | Tercera División     | 2e    | 4e tour      |
| 1987-1988 | Segunda División B   | 9e    | 2e tour      |
| 1988-1989 | Segunda División B   | 6e    | 1er tour     |
| 1989-1990 | Segunda División B   | 17e   | -            |
| 1990-1991 | Tercera División     | 1er   | 3e tour      |
| 1991-1992 | Segunda División B   | 1er   | 4e tour      |
| 1992-1993 | Segunda División     | 7e    | 4e tour      |
| 1993-1994 | Segunda División     | 12e   | 3e tour      |
| 1994-1995 | Segunda División     | 13e   | 2e tour      |
| 1995-1996 | Segunda División     | 20e   | 2e tour      |
| 1996-1997 | Segunda División B   | 20e   | 1er tour     |

- 4 saisons en Segunda División (D2)
- 16 saisons en Tercera División[1] puis Segunda División B (D3)
- 13 saisons en Primera Andaluza puis Tercera División (D4)